# Middle Class Rut
Middle Class Rut также известная под названием MC Rut — американская рок-группа, сформированная в городе Сакраменто (Калифорния) (штат Калифорния) в 2006 году. В состав группы входят: Шон Стокхэм (вокал/ударные) и Зак Лопес (вокал/гитара). 

## История группы
Шон и Зак играли вместе, еще со школьной скамьи,когда были подростками. Изначально репетиции проходили в гараже , одного из участников группы. Первая группа дуэта Leisure появилась в 2000 году и распалась в 2003 году. После перерыва в несколько лет ребята собрались и создали новую совместную группу Middle Class Rut.

## Состав
- Шон Стокхэм (вокал/ударные)
- Зак Лопес (вокал/гитара)

## Дискография
| Название          | Детали                                                |
| ----------------- | ----------------------------------------------------- |
| No Name No Color  | - Релиз: 5 октября, 2010 года - Лейбл: Bright Antenna |
| Pick Up Your Head | - Релиз: 25 июня, 2013 года - Лейбл: Bright Antenna   |

## Клипы
- New Low (2010 год)[3]
- Aunt Betty (2013 год)[4]
- Busy Bein' Born (2011 год)[5]

## Интересные факты
- Песня New Low - попала в саундтрек игры NBA 2K12.
- Песня Busy Being Born попала в саундтрек игры NHL 11.
- Песня USA попала в саундтрек игры Tony Hawk's Pro Skater HD.